# Panthera pardus orientalis
Il leopardo dell'Amur (Panthera pardus orientalis), noto anche come leopardo della Manciuria e leopardo dell'Estremo Oriente, è una sottospecie di leopardo originaria delle zone montane, della taiga, e delle foreste temperate del Territorio del Litorale della Russia sud-orientale e della Cina settentrionale.
Questo animale è classificato come in pericolo critico nella Lista Rossa IUCN, nel senso che si ritiene una specie a rischio estremamente elevato di estinzione in natura. Nel 2007, si stimava che fossero rimasti solamente 19-26 leopardi selvatici nella Russia sud-orientale e nella Cina nord-orientale, rendendolo uno dei felini più rari al mondo. Il suo nome comune deriva dal fiume Amur; altri nomi comuni per indicare questa sottospecie sono "leopardo dell'estremo oriente" e "leopardo siberiano".
A partire dal 2015, si stimava che meno di 60 individui sopravvivevano allo stato selvatico in Russia e in Cina. Le rilevazioni eseguite con trappole fotografiche condotte tra il 2014 e il 2015, hanno rivelato 92 individui in un'area transfrontaliera di 8.398 km² (3.242 miglia quadrate) lungo il confine russo-cinese. Nel 2019, è stato riferito che la popolazione era di circa 90 individui. Resta una specie in pericolo critico di estinzione anche se il suo numero sembra si stia lentamente riprendendo.
I risultati della ricerca genetica indicano che il leopardo dell'Amur è geneticamente simile ai leopardi nel nord della Cina e della Corea, suggerendo che la popolazione  originaria in questa regione si sia frammentata all'inizio del XX secolo. Il leopardo della Cina settentrionale era precedentemente riconosciuto come una sottospecie distinta P. p. japonensis, ma è stato riconosciuto come sinonimo del leopardo dell'Amur, nel 2017.

## Etimologia
I nomi "leopardo dell'Amurland" o "leopardo dell'Amur" furono coniati da Pocock, nel 1930, quando confrontò gli esemplari di leopardo presenti nella collezione del Natural History Museum di Londra. In particolare, il nome fa riferimento ad una pelle di leopardo proveniente dalla baia dell'Amur nominata provvisoriamente come "leopardo dell'Amur". Almeno dal 1985, questo nome è stato utilizzato per la popolazione di leopardi nella Siberia orientale e per la popolazione in cattività negli zoo di tutto il mondo.
Il leopardo dell'Amur è anche conosciuto come "leopardo siberiano", "leopardo dell'Estremo Oriente", e "leopardo coreano".

## Descrizione

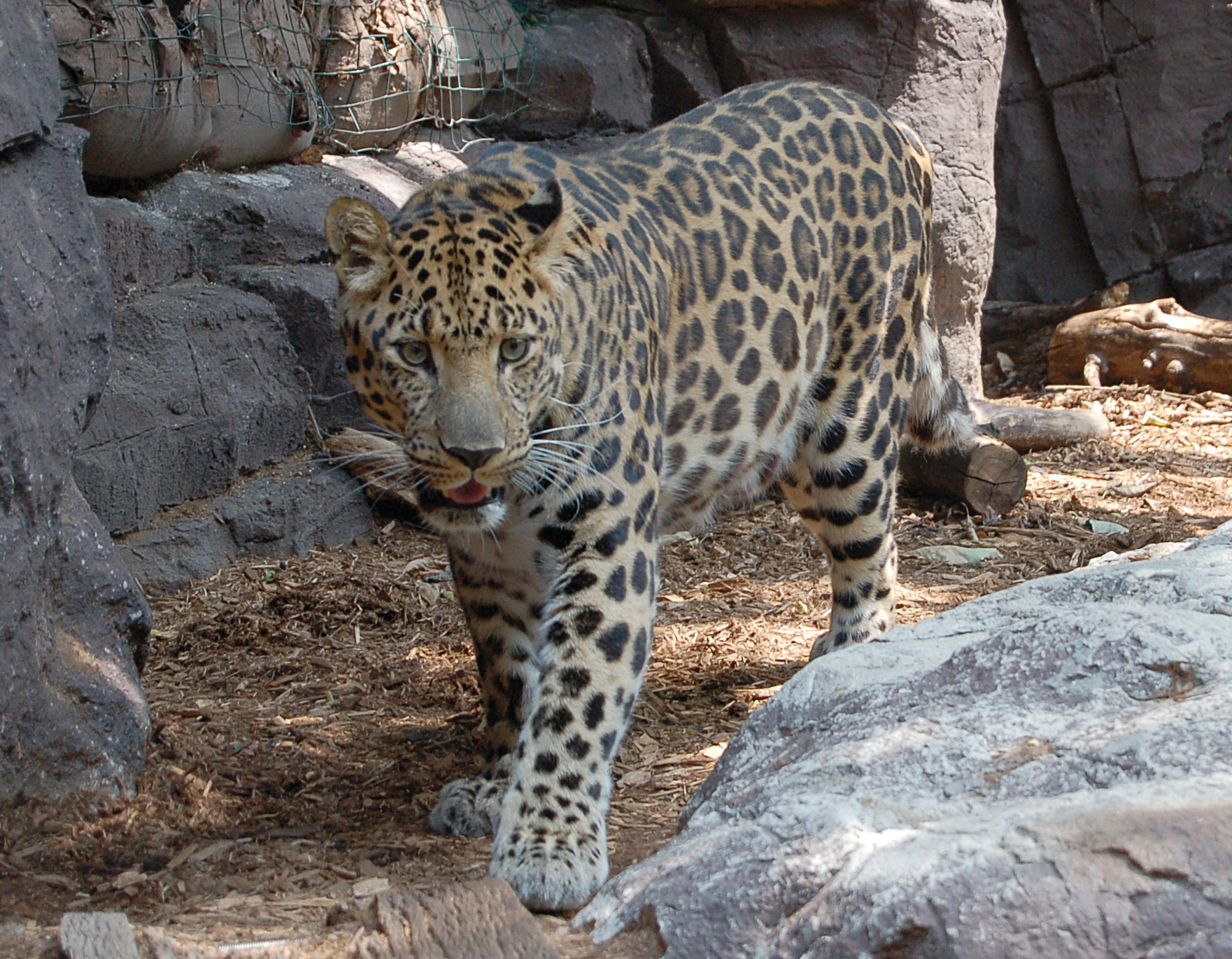
Un leopardo dell'Amur al Korkeasaari Zoo di Helsinki, Finlandia

Il leopardo dell'Amur si differenzia dalle altre sottospecie di leopardo per la sua folta pelliccia color crema chiaro, particolarmente folta durante i mesi invernali, un adattamento al clima rigido e gelido della taiga. Le macchie a rosetta sui fianchi sono di 5 centimetri × 5 centimetri (2,0 pollici × 2,0 pollici) e ampiamente distanziate, fino a 2,5 centimetri (0,98 pollici), con anelli spessi e ininterrotti e centri scuri. La lunghezza dei peli sul dorso è di 20–25 millimetri (0,79–0,98 pollici) in estate, e fino a 70 millimetri (2,8 pollici) in inverno. Il mantello invernale varia dal giallo chiaro a rosso giallastro denso con sfumature dorate o giallo ruggine-rossastro. In estate, la pelliccia è più luminosa con un motivo più vivido. Rispetto alle altre sottospecie, il leopardo dell'Amur è di dimensioni piuttosto piccole, ed i maschi sono più grandi delle femmine. I maschi misurano 107-136 centimetri (42-54 pollici), con una coda lunga 82-90 centimetri (32-35 pollici), un'altezza al garrese di 64-78 centimetri (25-31 pollici) ed un peso di 32,2-48 kg (71-106 libbre). Le femmine pesano dai 25 ai 42,5 kg (55-94 libbre).
Il leopardo della Cina settentrionale è stato descritto per la prima volta sulla base di un'unica pelliccia fulva sul dorso e pallida sul ventre, con grandi macchie nere tondeggianti e oblunghe sul dorso e sugli arti e piccole macchie nere sulla testa. Le macchie sul dorso, sulle spalle e sui fianchi formavano un anello attorno a un punto fulvo centrale. Le macchie nere sulla nuca erano allungate e quelle grandi sul petto formavano una sorta di collana. La coda era macchiata e aveva quattro anelli neri sulla punta.

## Distribuzione e habitat

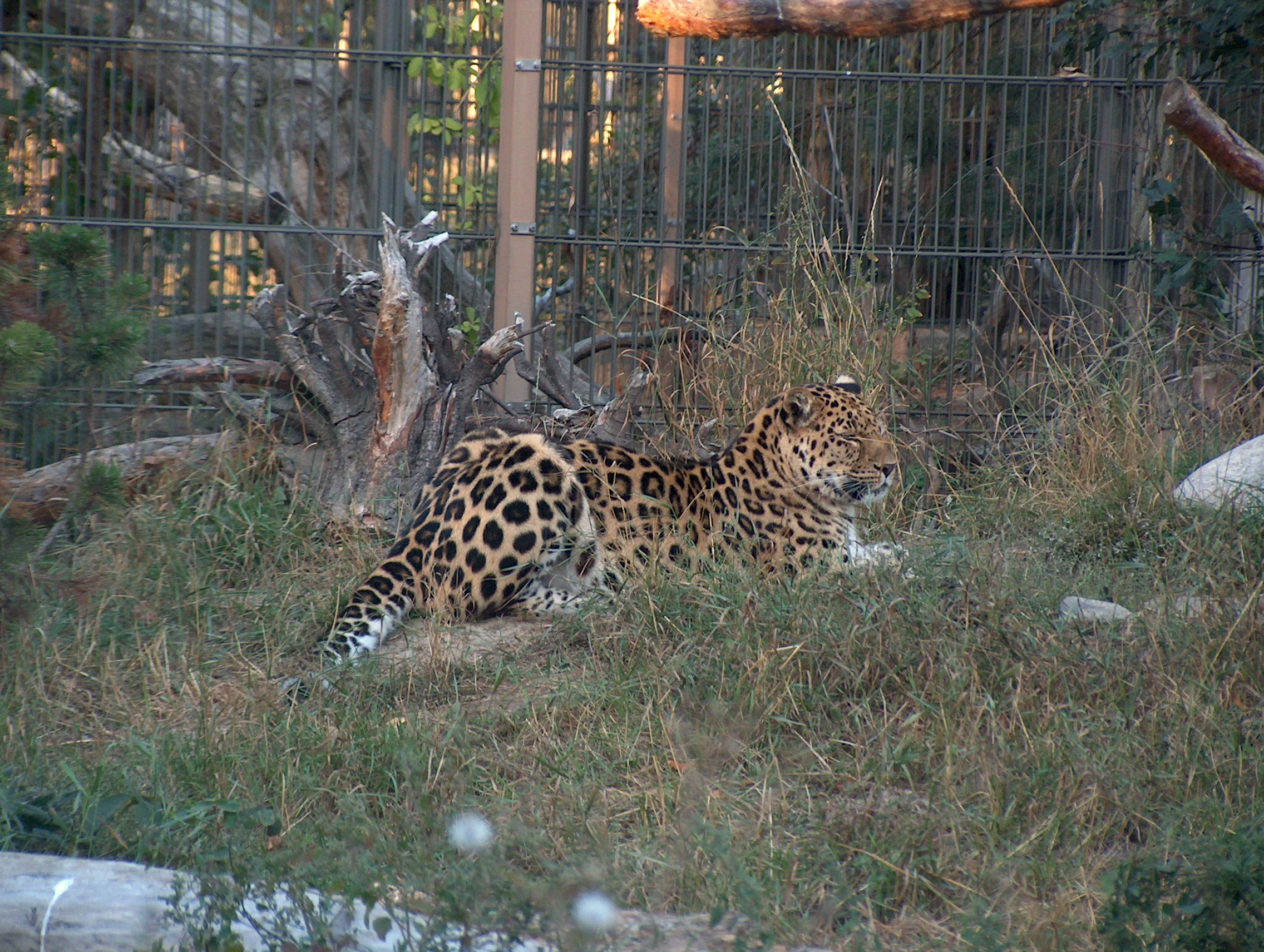
L'habitat preferito del leopardo dell'Amur sono le taighe e i boschi della Siberia, della Cina e della Corea del Nord

Oggi, nell'Estremo Oriente russo, l'habitat del leopardo dell'Amur copre un'area di circa 7.000 km² (2.700 miglia quadrate). L'animale è ben adattato al clima freddo e nevoso della regione, e diversi esemplari attraversano spesso i confini tra Russia, Cina e Corea del Nord attraverso il fiume Tumen nonostante la presenza di un alto e lungo recinto di filo spinato che segna il confine tra questi stati.
Le prime immagini, ottenute tramite una fototrappola, di un leopardo dell'Amur selvatico nella Cina nord-orientale sono state scattate nel 2010 nella Riserva naturale nazionale di Hunchun, situata nelle montagne Changbai, nelle province di Jilin e Heilongjiang. L'habitat presenta in questa regione è costituito da foreste di conifere a foglia larga e di pini coreani, ad altitudini di 600–1.200 metri (2.000–3.900 piedi), dove la temperatura media annuale è di circa 1.5 °C (34.7 °F). In quest'area, i leopardi sono stati ripetutamente fotografati da trappole fotografiche installate da gennaio 2013 a luglio 2014, coprendo fino a 4.858 km² (1.876 miglia quadrate).
Altrove in Cina, l'areale dei leopardi è più frammentato con piccole popolazioni che si trovano soprattutto in sei riserve isolate, tra cui la riserva naturale nazionale di Fobing. Nella provincia dello Shanxi, i leopardi sono stati avvistati in 16 aree protette, durante un'indagine di conta condotta con delle fototrappole, tra il 2007 e il 2014.

### Distribuzione storica

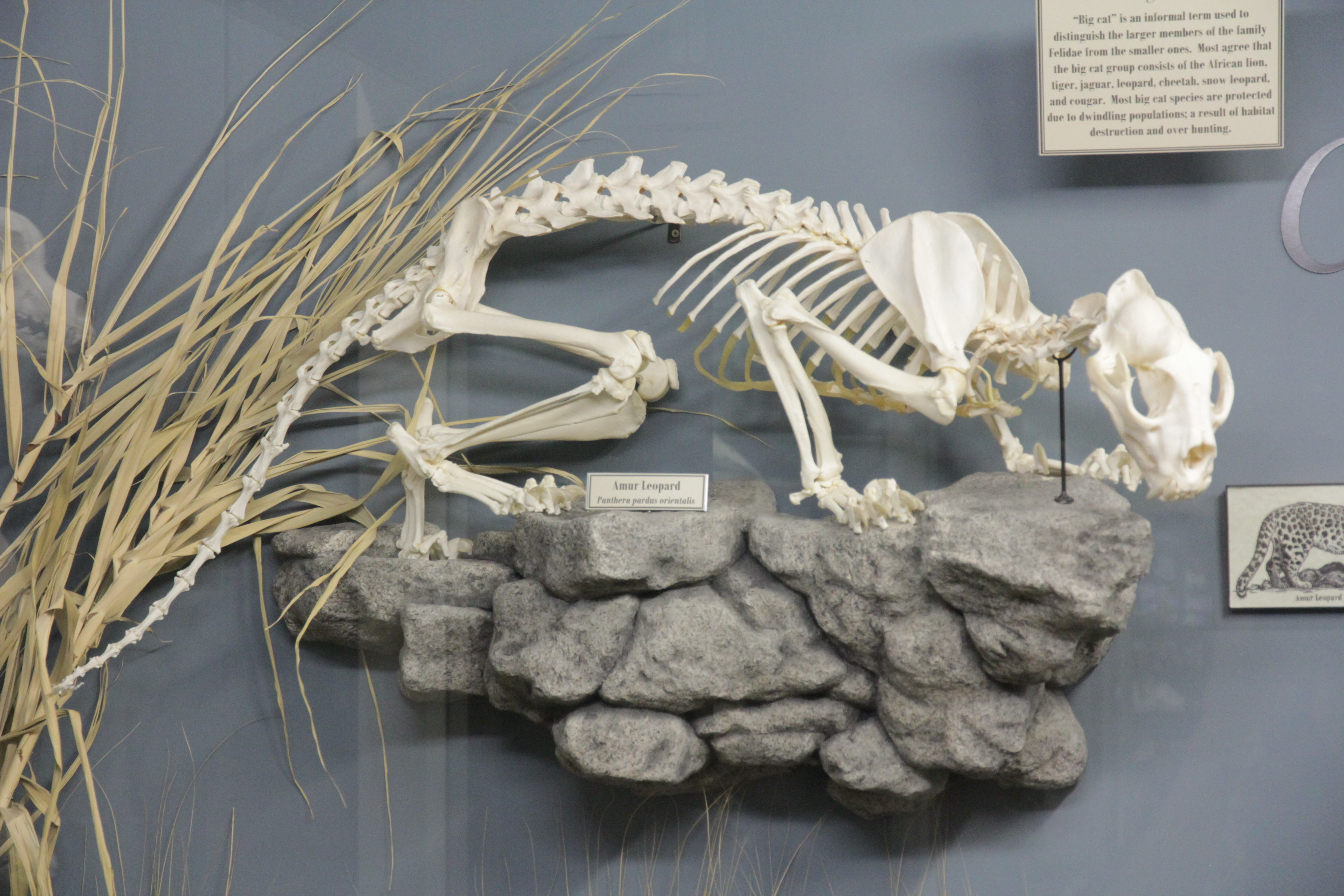
Scheletro, al Museo di Osteologia

Fossili di leopardo risalenti al Pleistocene sono stati ritrovati in Giappone, ma la specie a cui appartengono non è stata ancora identificata con certezza.
Documenti storici antecedenti al 1930 indicano che l'areale del leopardo dell'Amur si estendeva anche alla Siberia orientale, nel nord della Cina, vicino a Pechino e nelle montagne a nord-ovest, e in Corea.. Il suo areale si estendeva un tempo in tutta la Manciuria, nella Cina nord-orientale, comprese le province di Jilin e Heilongjiang, e in tutta la penisola coreana. In Russia, il suo areale è stato drasticamente ridotta durante gli anni '70 a circa il 20% del suo areale originale. Il confine settentrionale del suo areale è delimitato alla costa del Mar del Giappone a 44 °N e espandendosi a sud a una distanza di 15-30 km (9,3-18,6 mi) dalla costa fino a 43° 10'N. Qui il suo areale si estende verso ovest, a nord del bacino del fiume Suchan, quindi a nord per comprendere la sorgente del fiume Ussuri e due affluenti della riva destra nella parte superiore dell'Ussuri, e verso ovest verso la riva del lago Khanka. Negli anni '50, alcuni esemplari vennero avvistati a 50 km (31 miglia) a nord di distanza di Vladivostok e nella Riserva naturale di Kedrovaja Pad'. Questi leopardi prediligono le montagne, e in inverno occupano i pendii rocciosi esposti a sud liberi dalla neve. La sottospecie si concentra maggiormente nei luoghi in cui vivono i cervi sika selvatici, o dove si pratica l'allevamento dei cervi.
I leopardi dell'Amur furono estirpati nella penisola coreana durante il dominio giapponese su quest'ultima. Almeno 624 leopardi furono uccisi durante l'occupazione giapponese tra il 1910 e il 1945. In Corea del Sud, l'ultimo leopardo conosciuto fu catturato nel 1970. In questa regione il leopardo dell'Amur è considerato estinto localmente.
In Cina, i leopardi dell'Amur erano presenti nel Lesser Khingan, nei Monti Changbai e nei Monti Wanda, fino agli anni '70. Nei decenni successivi, il loro areale è stato ridotto fino alcune aree nelle province di Jilin e Heilongjiang. Oggi in Cina rimangono solo piccole popolazioni isolate.

## Biologia

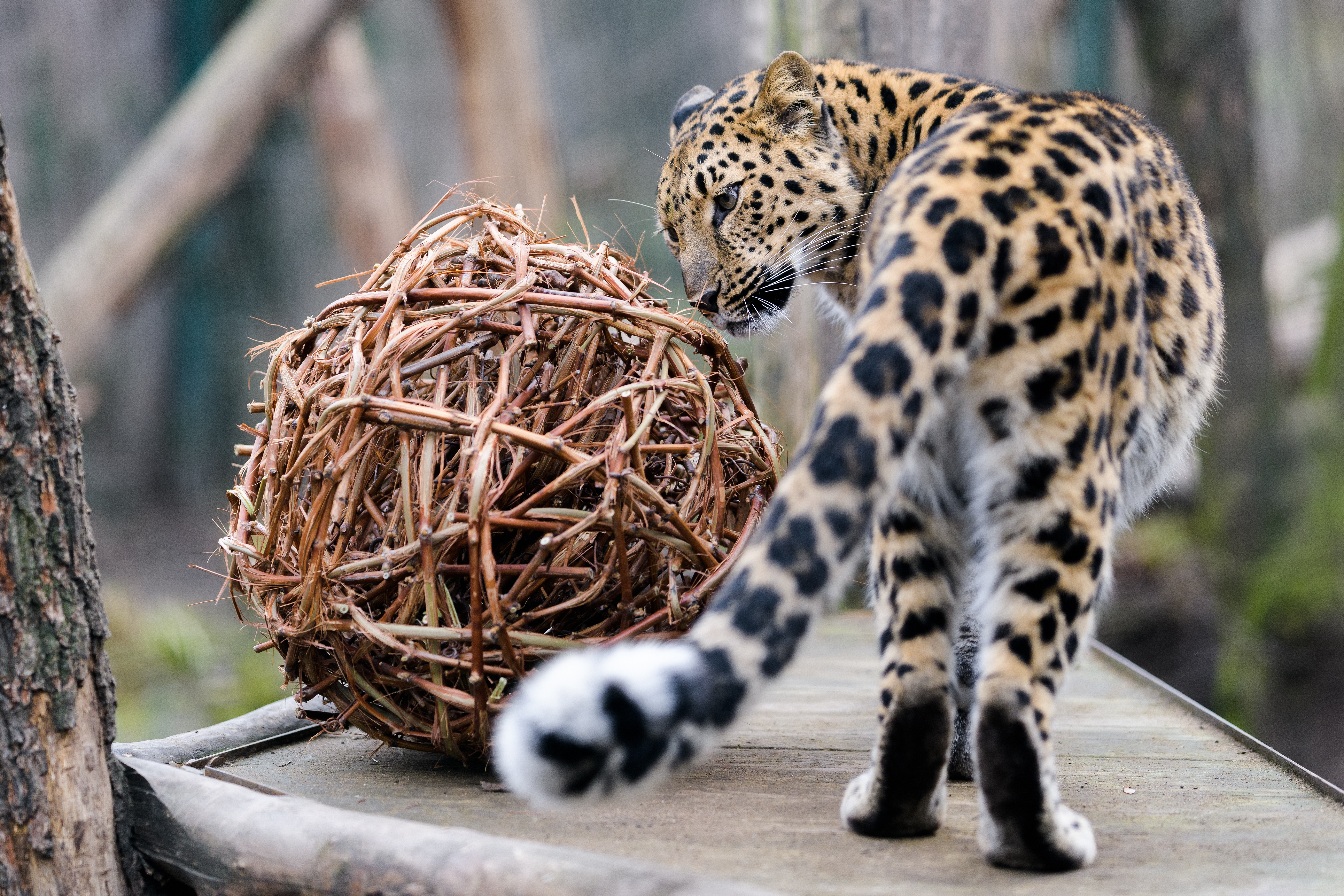
Una femmina, allo zoo di Praga

I leopardi dell'Amur sono animali solitari, ad eccezione delle femmine e dei loro cuccioli. L'osservazione di questi animali in natura, tramite fototrappole, indica che i leopardi dell'Amur sono più attivi durante il giorno ed il crepuscolo, sia nella stagione estiva che in quella invernale. Questo modello diurno coincide con il comportamento delle sue prede, come il capriolo siberiano, il cervo sika e il cinghiale.
Questi leopardi sono estremamente conservatori nella scelta del proprio territorio. Il territorio di un individuo è solitamente situato in un bacino fluviale che generalmente si estende fino ai confini topografici naturali dell'area. Talvolta, il territorio di un esemplare può sovrapporsi a quello di un altro, ma solo leggermente. A seconda del sesso, dell'età e delle dimensioni della cucciolata, le dimensioni del territorio di un individuo varia da 5.000 a 30.000 ettari (19-116 miglia quadrate). All'interno del loro territorio, questi animali usano gli stessi sentieri di caccia, rotte migratorie e persino luoghi di riposo nel corso degli anni.

### Dieta

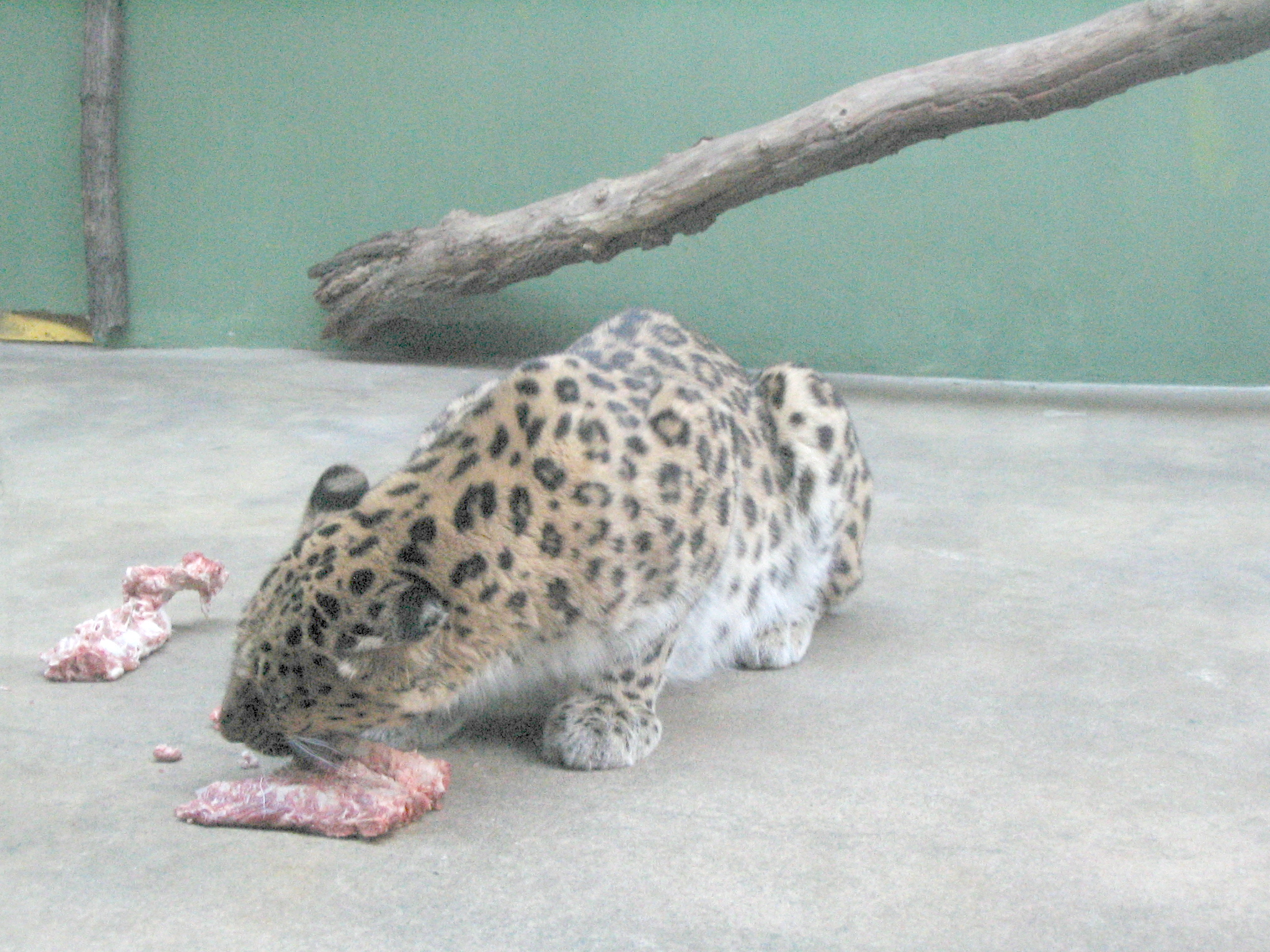
Il leopardo dell'Amur si nutre prevalentemente di animali di piccola-media taglia, ma in caso di necessità (ad esempio durante l'inverno) può accontentarsi di carogne.

I leopardi dell'Amur scelgono il proprio territorio anche in base all'abbondanza di altri animali selvatici, e seguendo i branchi di ungulati di cui si nutrono. Nella regione di Ussuri le principali prede dei leopardi sono il capriolo siberiano (Capreolus pygargus), il sika della Manciuria (Cervus nippon mantchuricus), il wapiti della Manciuria (Cervus canadensis xanthopygus), il mosco siberiano (Moschus moschiferus), l'alce siberiano (Alces alces cameloides) e il cinghiale siberiano (Sus scrofa ussuricus). In assenza di grandi ungulati, i leopardi cacciano anche piccole prede come lepri, tassi, uccelli e topi. Nella Riserva Naturale di Kedrovaja Pad' i caprioli sono la loro preda principale tutto l'anno, e talvolta possono anche predare giovani orsi neri asiatici. Quando la prede scarseggiano, il leopardo dell'Amur può espandere il loro territorio fino a 100 km².
Durante uno studio sui leopardi dell'Amur muniti di radiocollare, all'inizio degli anni '90, è stata documentata una disputa territoriale tra due maschi in un allevamento di cervi, suggerendo che i leopardi dell'Amur favoriscono tali allevamenti per la caccia. Le femmine con cuccioli si trovano spesso in prossimità di allevamenti di cervi, in quanto il gran numero di cervi domestici è una fonte di cibo affidabile quando le prede selvatiche scarseggiano. Nel 2011, una femmina adulta di leopardo dell'Amur è stata munita di collare radio nelle vicinanze del Parco nazionale della Terra del Leopardo, nella regione di Khasansky del Primorskii Krai. Durante i primi tre anni di monitoraggio, la femmina mostrò un'espansione territoriale di 161,7 km² (62,4 miglia quadrate) con un'area centrale di 23,3 km² (9,0 km quadrati). Durante l'estro, la femmina si trasferì in un'area centrale di 52,9 km² (20,4 miglia quadrate). Dopo il parto alla fine di giugno, la femmina ridusse i suoi spostamenti ad un'area di circa 3 km² (1,2 miglia quadrate) per un mese, durante il quale ha spostato i suoi cuccioli tre volte. Dall'autunno in poi, ha gradualmente aumentato il suo territorio. Quando i cuccioli avevano più di un anno, l'intera famiglia si trasferì insieme nell'area iniziale di 161,7 km² (62,4 miglia quadrate ).
I leopardi dell'Amur condividono il proprio habitat con le tigri dell'Amur, ma nelle montagne Changbai sono stati avvistati più spesso ad altitudini più elevate e lontano da insediamenti e strade, rispetto alle tigri. Sebbene l'areale di questi due felini si sovrapponga, la popolazione della tigre siberiana non influisce pesantemente sulle abitudini dei leopardi, come avviene in altre regioni dove i leopardi vivono in vicinanza delle tigri. I leopardi dell'Amur tendono ad evitare di vivere o cacciare troppo vicino ai territori delle tigri, evitando così una competizione diretta per le prede.

### Riproduzione

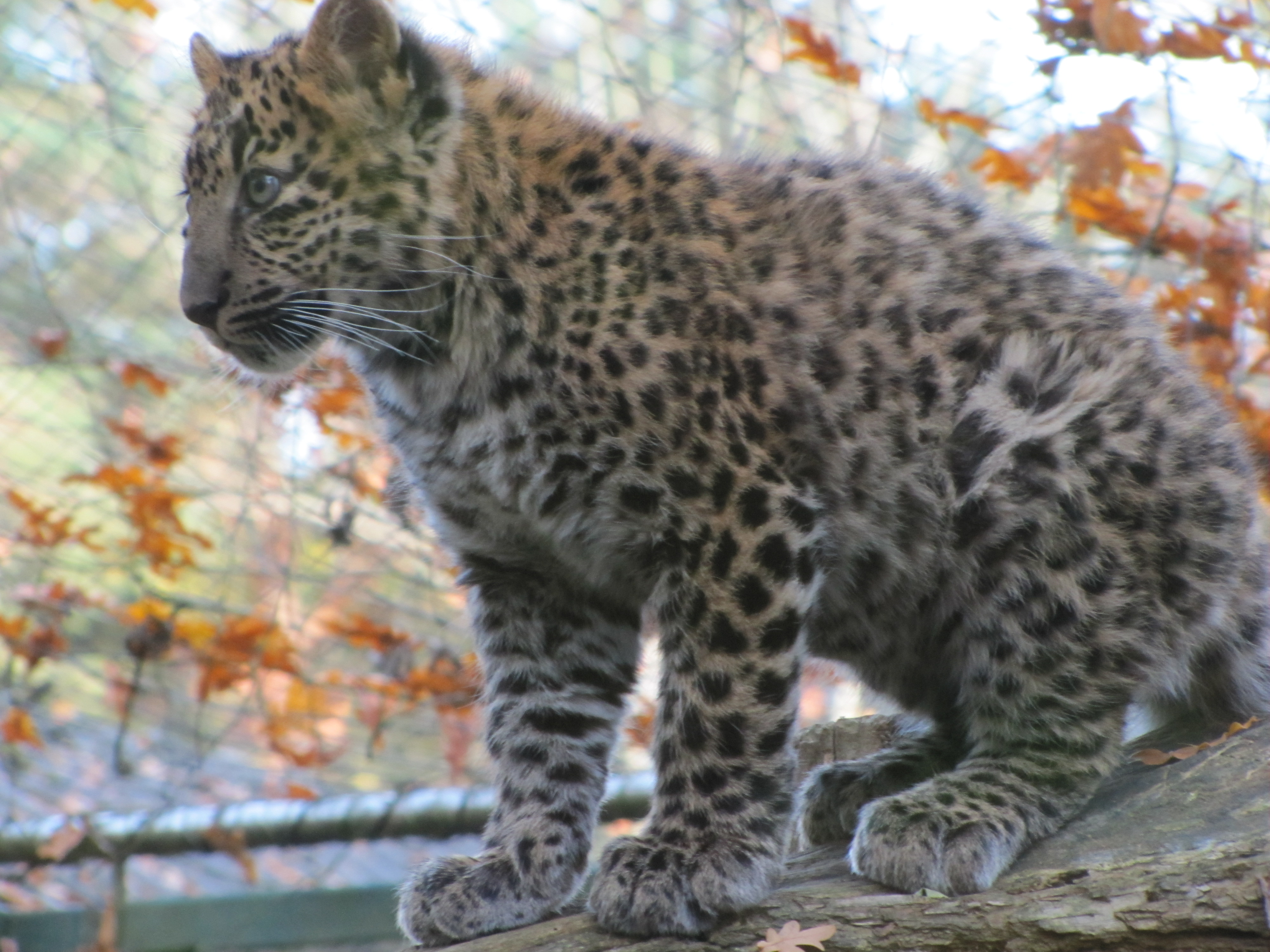
Cucciolo, al Cottbus Zoo

I leopardi dell'Amur raggiungono la maturità sessuale all'età di 2-3 anni, e sono in grado di riprodursi fino ai 10-15 anni di età. L'estro delle femmine dura 12-18 giorni e in casi eccezionali fino a 25 giorni. La gestazione dura in genere 90-105 giorni. I cuccioli appena nati pesano circa 500–700 grammi (1,1–1,5 libbre), ed apriranno gli occhi solo dopo il loro settimo o decimo giorno di vita, iniziando a gattonare dopo il dodicesimo o quindicesimo giorno. Entro il secondo mese sono abbastanza grandi da avventurarsi fuori dalla tana e inizieranno anche a mangiare carne verso i tre mesi di vita quando vengono svezzati dalla madre, da cui poi impareranno a cacciare. I giovani raggiungono l'indipendenza all'età di due o tre anni, rimanendo con la madre fino ai 18 mesi o due anni. I giovani a volte rimangono con la madre fino a quando questa non torna in estro. Fino agli anni '70, le cucciolate avvistate nella Riserva naturale di Kedrovaja Pad' e nella Cina nord-orientale erano più comuni tra la fine di marzo e maggio. Le cucciolate comprendevano da due a tre cuccioli. Non si conosce con precisione quanto possano vivere in natura i leopardi dell'Amur, ma in cattività alcuni individui hanno raggiunto anche i 21 anni.
Durante un censimento della popolazione nel 1997, quattro femmine trovate con una cucciolata, avevano un solo cucciolo ciascuna. I risultati degli studi tramite radiocollare hanno confermato che i giovani rimangono con la madre per due anni. Nella riserva naturale di Kedrovaja Pad', i piccoli di due diverse cucciolate sono stati osservati contemporaneamente con le loro madri.

## Tassonomia
Nel 1857, Hermann Schlegel descrisse una pelle di leopardo dalla Corea con il nome scientifico Felis orientalis. Dalla descrizione di Schlegel, diversi naturalisti e curatori di musei di storia naturale hanno descritto diversi esemplari zoologici di leopardi dall'Estremo Oriente russo e dalla Cina:
- Leopardus japonensis, specie descritta e proposta nel 1862 da John Edward Gray, si basa su una pelle di leopardo ricevuta dal British Museum;[18]
- Leopardus chinensis, specie proposta da Gray nel 1867, sulla base di un cranio proveniente dalle montagne a nord-ovest di Pechino;[28]
- Felis fontanierii, specie proposta da Alphonse Milne-Edwards nel 1867, sulla base di una pelle provenienti dai dintorni di Pechino;[41]
- Felis ingrami, una pelle di leopardo proveniente da Kweichow nella Cina centrale, e Felis villosa una pelle di leopardo dalla Baia dell'Amur, entrambe proposte da J. Lewis Bonhote, nel 1903;[42]
- Felis [Leopardus] grayi, specie proposta nel 1904 da Édouard Louis Trouessart basta su un fossile di leopardo;[43]
- Panthera hanensis, specie proposta nel 1908 da Paul Matschie basata su una pelle di leopardo dalla provincia di Shaanxi;[44]
- Felis pardus sinensis, sottospecie proposta nel 1911 da un commerciante di pellicce tedesco sulla base di una pelliccia di leopardo dalla Cina meridionale;[45]
- Panthera pardus bedfordi, sottospecie proposta nel 1930 da Reginald Innes Pocock basata su una pelliccia di leopardo dello Shaanxi;[9]

Nel 2017, la Cat Classification Task Force del Cat Specialist Group ha inserì P. p. japonensis all'interno della sottospecie P. p. orientalis. Le restanti non sono considerate sottospecie valide.

### Genetica
L'analisi filogenetica degli esemplari di leopardo di Primorsky Krai e dalla Corea del Nord ha rivelato che non è possibile distinguerli. Si ritiene probabile che la popolazione si sia frammentata meno di un secolo fa. L'analisi filogenetica di una vecchia pelle di leopardo dalla Corea del Sud indica che appartiene alla sottospecie del leopardo dell'Amur.
Il genoma mitocondriale completo di un esemplare di leopardo maschio selvatico dalla Provincia di Shaanxi, nella Cina centrale, è stato amplificato ed è lungo 16.966 coppie di basi.

## Minacce

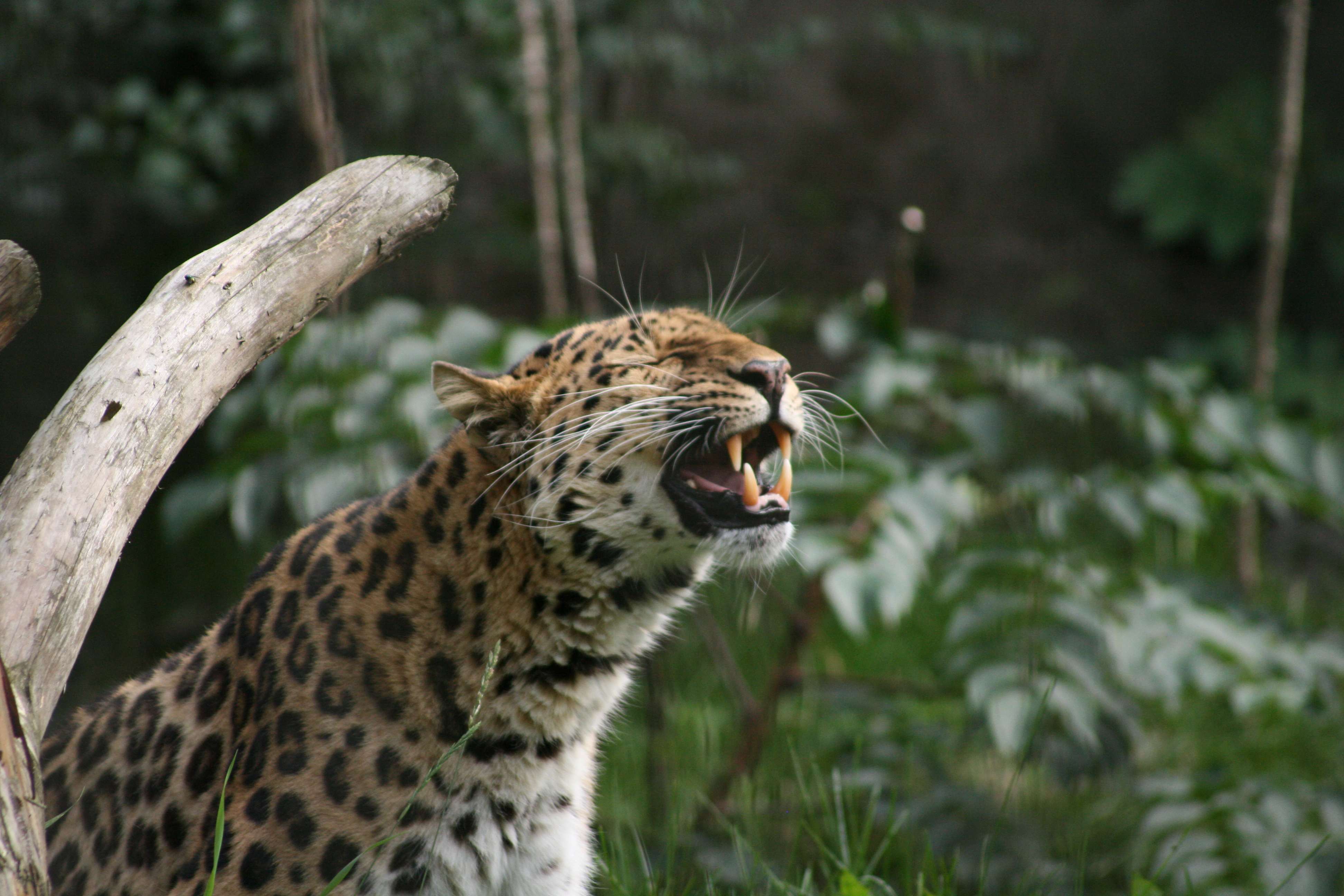
Un esemplare allo zoo di Korkeasaari, Helsinki

Il leopardo dell'Amur è minacciato dal bracconaggio, che colpisce sia i leopardi che le sue prede, dalla distruzione dell'habitat, dalla deforestazione o dallo sfruttamento delle foreste in cui vive. Il suo habitat naturale è minacciato dagli incendi boschivi e dalla costruzione di nuove strade. A causa dell'esiguo numero di leopardi dell'Amur che si riproducono in natura, il pool genetico di questa sottospecie è così ridotto che la popolazione è a rischio di depressione da consanguineità. Nel 2015, un leopardo selvatico dell'Amur è stato trovato positivo al virus del cimurro canino, nel Primorskii Krai. La piccola popolazione selvatica è probabilmente esposta a portatori e trasmettitori di malattie domestiche o selvatiche.
Le tigri possono facilmente uccidere i leopardi se le prede di grandi dimensioni scarseggiano. La concorrenza tra questi due grandi predatori diminuisce nei periodi estivi quando, oltre ai grandi ungulati, possono nutrirsi anche di piccole prede. In inverno le condizioni sono meno favorevoli per le tigri e l'estensione della nicchia trofica si sovrappone a quella dei leopardi probabilmente raggiungendone l'apice.

### Bracconaggio
Il bracconaggio è una delle principali minacce alla sopravvivenza dei leopardi dell'Amur. Ci sono voci, ma nessuna prova, che i commercianti cinesi comprino le pelli di questi animali; tuttavia, nessuna pelle è mai stata confiscata ai confini con la Cina. In 14 mesi, dal febbraio 2002 all'aprile 2003, sette pelli o parti di pelli sono state confiscate, sei in Russia e una in Cina. I leopardi vengono spesso uccisi dai russi locali provenienti da piccoli villaggi che vivono nelle vicinanze del territorio di questi animali. La maggior degli abitanti di questi abitanti pratica la caccia illegalmente; non possiedono licenze per la caccia né per le armi e non sono membri di uno dei contratti di caccia locali.
Nel 1999, pelli di leopardi in camicia sono state offerte per $ 500-1.000, nei pressi di un'area protetta in Russia.

### Distruzione dell'habitat
Gli incendi provocati dall'uomo rappresentano una delle principali minacce alla sopravvivenza del leopardo. Dare fuoco ai campi è un'abitudine degli agricoltori rurali per migliorare la fertilità dei pascoli per il bestiame, uccidere le zecche e altri insetti, rendere visibili i rottami metallici in modo che possano essere facilmente raccolti, abbattere la vegetazione lungo i binari del treno e stimolare la crescita delle felci. Le giovani felci vengono vendute nei negozi, servite nei ristoranti e anche esportate in Cina come piatto popolare. Dei rilievi ottenuti utilizzando immagini satellitarie e le tecniche GIS hanno rivelato che in media il 19% del sud-ovest Primorye brucia ogni anno, mentre il 46% brucia almeno una volta in sei anni. A causa dei continui incendi, gran parte della terra nel sud-ovest di Primorye è stata convertita in praterie permanenti. Questi frequenti incendi causano il degrado dell'habitat adatto del leopardo, creando paesaggi aperti di "savana" con erba, querce e alberi isolati che i leopardi sembrano evitare, probabilmente a causa della bassa densità di ungulati.
I grandi allevamenti di cervi si estendevano per migliaia di ettari nell'habitat del leopardo. L'allevamento dei cervi era un'attività su larga scala; il velluto delle corna di cervo veniva venduto alle farmacie asiatiche. Il numero di allevamenti di cervi è diminuito notevolmente dalla fine degli anni '90.

### Progetti di sviluppo
Sono stati sviluppati numerosi piani per le attività economiche nel sud-ovest di Primorye che rappresentano una seria minaccia alla sopravvivenza del leopardo dell'Amur. Fortunatamente alcuni di questi progetti sono stati abbandonati, come la costruire di un oleodotto dalla Siberia centrale attraverso Primorye fino alla costa del Mar del Giappone, o la costruzione di una miniera di carbone a cielo aperto nel cuore dell'areale dei leopardi, fermato a seguito delle pressioni degli ambientalisti e del Ministero delle risorse naturali. Tuttavia, la posizione strategica del sud-ovest di Primorye, vicino ai principali centri abitati del Primorsky Krai, al Mar del Giappone e ai confini di Corea e Cina, lo rende un territorio molto conveniente per attività economiche come trasporti, industrie, turismo e sviluppo delle infrastrutture. La deforestazione oltre ad essere una delle minacce principali alla sopravvivenza di questi animali, aumenta le pressioni antropiche negli habitat non protetti di questi animali, come la costruzione e l'uso delle reti stradali istituite per il trasporto dei tronchi dalle foreste.

### Inincrocio
Un serio problema alla sopravvivenza selvatica del leopardo dell'Amur sono i potenziali accoppiamenti tra consanguinei. L'ormai esile e frammentata popolazione selvatica rimanente potrebbe scomparire a causa della degenerazione genetica, anche senza l'influenza diretta dell'uomo. I livelli di diversità genetica negli esemplari selvatici sono notevolmente bassi, indicativi di una storia di consanguineità nella popolazione da diverse generazioni. Tali livelli di riduzione genetica sono stati associati a gravi anomalie riproduttive e congenite che impediscono la salute, la sopravvivenza e la riproduzione di alcune piccole popolazioni. La sopravvivenza dei cuccioli è diminuita da 1,9 cuccioli a femmina nel 1973, a 1,7 nel 1984, e 1,0 nel 1991. Oltre a un calo nella sostituzione naturale, c'è un'alta probabilità di mortalità per tutte le fasce d'età a causa di determinate malattie o dal diretto impatto umano.
I risultati delle analisi genetiche implicano che la popolazione di leopardo dell'Amur ha perso buona parte della sua diversità genetica in un breve periodo di tempo.

## Conservazione

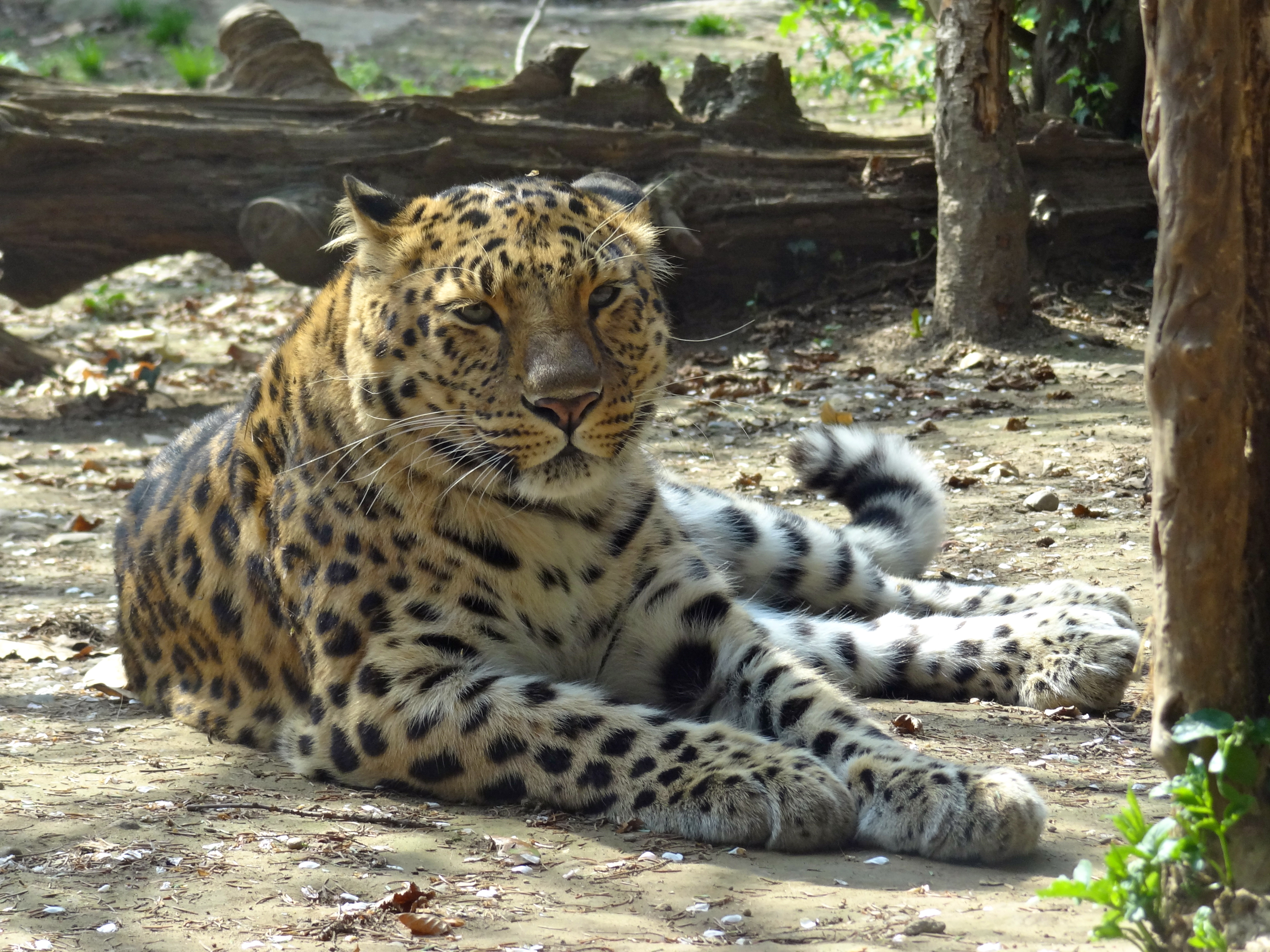
Leopardo dell'Amur al Parco faunistico "La Torbiera"

Il leopardo dell'Amur è elencato nell'Appendice I della CITES, dove si afferma che necessita di una migliore protezione dal commercio illegale di pelli e ossa. Nonostante il leopardo dell'Amur viva nella stessa area della tigre siberiana, ha ricevuto una minore attenzione dai media e dagli enti ambientalisti.
Nel 2001, si è tenuto un incontro a Vladivostok con l'obiettivo di ideare e pianificare le raccomandazioni e le attività di gestione necessarie per garantire il recupero e la sopravvivenza continua della popolazione di leopardo dell'Amur selvatico nei paesi dell'area. I partecipanti cinesi hanno annunciato la creazione di una nuova area protetta nella provincia di Jilin, la Riserva naturale di Hunchun. Dal 2014, i biologi russi e cinesi collaborano al monitoraggio transfrontaliero della popolazione selvatica dell'area.
L'Amur Leopard and Tiger Alliance (ALTA) è un'iniziativa delle organizzazioni di conservazione russe e occidentali per conservare il leopardo e la tigre dell'Amur e garantire un futuro per entrambe le specie nell'Estremo Oriente russo e nella Cina nord-orientale. ALTA opera in tutto il nord-est asiatico secondo il principio guida che solo azioni di conservazione cooperative e coordinate da tutte le parti interessate possono salvare queste sottospecie in via di estinzione. ALTA lavora in stretta collaborazione con il governo locale, regionale e federale e le organizzazioni non governative per proteggere la ricchezza biologica della regione attraverso la conservazione, lo sviluppo sostenibile e il coinvolgimento della comunità locale. Il Phoenix Fund e la Wildlife Conservation Society forniscono un quadro locale per l'implementazione dei progetti ALTA, lavorando a stretto contatto con molte agenzie russe e cinesi. Per quanto riguarda la conservazione dei leopardi, ALTA mira a mantenere una popolazione di leopardi di 35 femmine adulte (100 in totale) nel sud-ovest di Primorye e nella regione di confine tra Jilin e Heilongjiang; e la creazione di una seconda popolazione di 20 femmine adulte (60 in totale) nell'ex areale del leopardo. I progetti di conservazione per il leopardo dell'Amur includono:
- La creazione di quattro squadre antibracconaggio con un totale di 15 membri nell'areale del leopardo;
- La creazione di una task force speciale di polizia locale e squadre anti-bracconaggio guidate dal procuratore del Khasan;
- Il monitoraggio della popolazione selvatica attraverso il conteggio delle tracce lasciate nella neve e tramite fototrappole;
- Il monitoraggio e l'analisi dell'impatto degli incendi sull'habitat del leopardo e dell'efficacia della lotta contro questo tipo di incendi;
- Tecniche di valutazione dell'habitat con il sistema di informazione geografica (GIS): valutazione del ruolo della qualità dell'habitat, della proprietà della terra, dell'uso del suolo, dello stato di protezione, degli insediamenti, degli allevamenti di cervi, delle strade e degli insediamenti umani con l'uso di dati di monitoraggio e immagini satellitari;
- Lo sviluppo di piani di utilizzo del territorio che tengano conto delle future esigenze dei leopardi;
- Sostegno alle aree protette nell'areale del leopardo;
- Risarcimenti monetari e compensi per i proprietari di bestiame i cui capi sono stati uccisi da leopardi e tigri;
- Un programma educativo completo per i bambini delle scuole e per gli studenti dell'areale del leopardo;
- Supporto per contratti di locazione venatoria e un programma di conservazione degli ungulati;
- Una campagna mediatica per creare consapevolezza sulla difficile situazione del leopardo;
- Supporto e assistenza tecnica per la nuova Riserva naturale di Hunchun, in Cina, che confina con l'areale dei leopardi in Russia;

Il progetto per la costruzione di un oleodotto che doveva essere costruito attraverso l'habitat dei leopardi è stato accantonato, a seguito di una campagna di protesta degli ambientalisti.

### Reintroduzione in natura
Dal 1996, i membri dell'ALTA hanno discusso dell'idea di reintrodurre i leopardi dell'Amur nel sud di Sikhote-Alin. Durante un seminario nel 2001, sono stati preparati gli schemi e i principi di un piano per lo sviluppo di una seconda popolazione di leopardi nell'Estremo Oriente russo. Affinché la reintroduzione abbia successo, è necessario rispondere a una domanda fondamentale: "perché i leopardi sono scomparsi dal Sikhote-Alin meridionale a metà del XX secolo?". Affinché questo progetto abbia successo è necessario valutare le ragioni della loro estinzione nella regione, ottenere il sostegno della popolazione locale, aumentare le prede nelle aree proposte per la reintroduzione, garantire le condizioni favorevoli alla reintroduzione nelle aree selezionate e garantire la sopravvivenza della popolazione esistente. I leopardi che andrebbero a ripopolare il Sikhote-Alin proverrebbero da due fonti: i leopardi nati e cresciuti negli zoo e i leopardi cresciuti in uno speciale centro di reintroduzione passati attraverso un programma di riabilitazione per la vita allo stato brado.
Affinché questa reintroduzione abbia successo, è chiaro che la progettazione del centro di allevamento e rilascio, e la gestione dei leopardi al suo interno, debba essere fortemente incentrata sul superamento delle difficoltà imposte dall'origine in cattività di questi felini. Prima di essere liberati allo stato brado, gli animali dovranno prima acquisire tre comportamenti necessari alla loro sopravvivenza in natura: caccia e uccisione di prede vive; evitare gli esseri umani ed evitare le tigri.
Nel marzo 2009, il ministro delle risorse naturali della Russia, durante il suo incontro con Vladimir Putin, ha rassicurato che il ministero sta progettando di introdurre nuovi leopardi "importati" nell'area e di creare habitat adatti e sicuri per loro. Il governo ha già stanziato tutti i fondi necessari per il progetto.
Potenziali zone contigue che fornirebbero l'habitat perfetto per questi felini sono state identificate nel Sikhote-Alin meridionale. Tre potenziali zone di habitat costieri potrebbero ospitare circa 72 leopardi adulti.

### In cattività

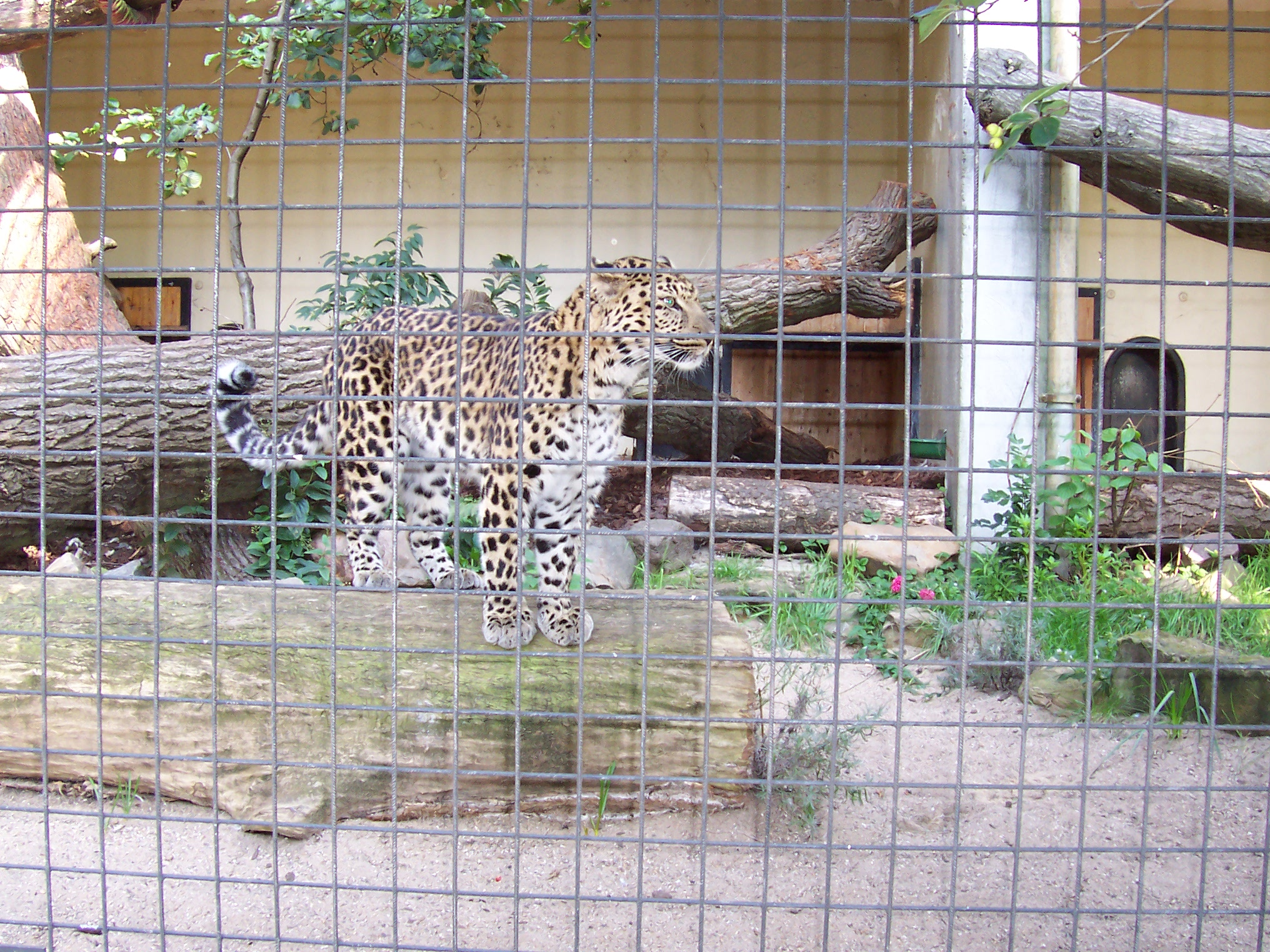
Il leopardo dell'Amur è la sottospecie di leopardo più diffusa in cattività.

Nel 1961, venne istituito un programma di riproduzione in cattività per il leopardo dell'Amur, a partire da nove esemplari "fondatori", nati allo stato brado. Un'indagine genetica molecolare ha rivelato che almeno due di questi esemplari che avrebbero dovuto fornire un variegato pedigree in cattività presentavano informazioni genetiche non coerenti con nessun altro leopardo dell'Amur nato allo stato selvatico. Pertanto, sia la popolazione degli zoo americani che quella degli zoo europei includono il contributo dei geni di un maschio "fondatore" che non era nemmeno un leopardo dell'Amur. La strategia del Programma Europeo per le Specie Minacciate è stata quella di ridurre al minimo il suo contributo e mantenere la diversità genetica delle popolazioni in cattività.
A dicembre del 2011, ci sono 173 leopardi dell'Amur in cattività ospitati negli zoo di tutto il mondo, contro gli esemplari allo stato brado che contano meno di 100 individui. All'interno dell'EESP vengono tenuti 54 maschi, 40 femmine e 7 esemplari il cui sesso non è specificato. Negli zoo americani e canadesi, vi sono invece altri 31 maschi e 41 femmine, ospitati all'interno del programma di gestione della popolazione.
Il leopardo dell'Amur è una delle 4 sottospecie di leopardo inserite all'interno dei breeding programm europei (EEP). È un felino molto apprezzato negli zoo europei prestandosi a percorsi didattici legati alla conservazione della specie. L'animale è inserito anche all'interno dei breeding programm statunitensi (SSP) ed è così uno dei felini più popolari negli zoo di tutto il mondo. Il coordinatore del breeding programm europeo è attualmente lo zoo di Londra (EAZA-2017). In realtà con le nuove linee che gli zoo prevedono per i grandi felini il leopardo è tendenzialmente sfavorito rispetto ad altre specie. Negli zoo moderni si cerca di eliminare, il vecchio concetto di gabbie chiuse e sbarre di metallo, lasciando il posto ad ampie aree aperte circondate da fossati e ricostruzioni degli habitat naturali, per il benessere degli animali e per l'immersione del visitatore. A dividere i visitatori dagli animali e a consentire la sicurezza per entrambi sono prevalentemente fossati. Tuttavia, le doti di arrampicatore e l'agilità del leopardo lo rendono una specie non adatta per questa concezione. Il leopardo ha infatti bisogno che la sua area venga chiusa dall'alto per evitare che balzi fuori o si arrampichi. I felini che rispondono meglio a questa nuova linea sono la tigre ed il leone ormai ambasciatori del settore "big cats" nei maggiori zoo europei.

## Nella cultura di massa

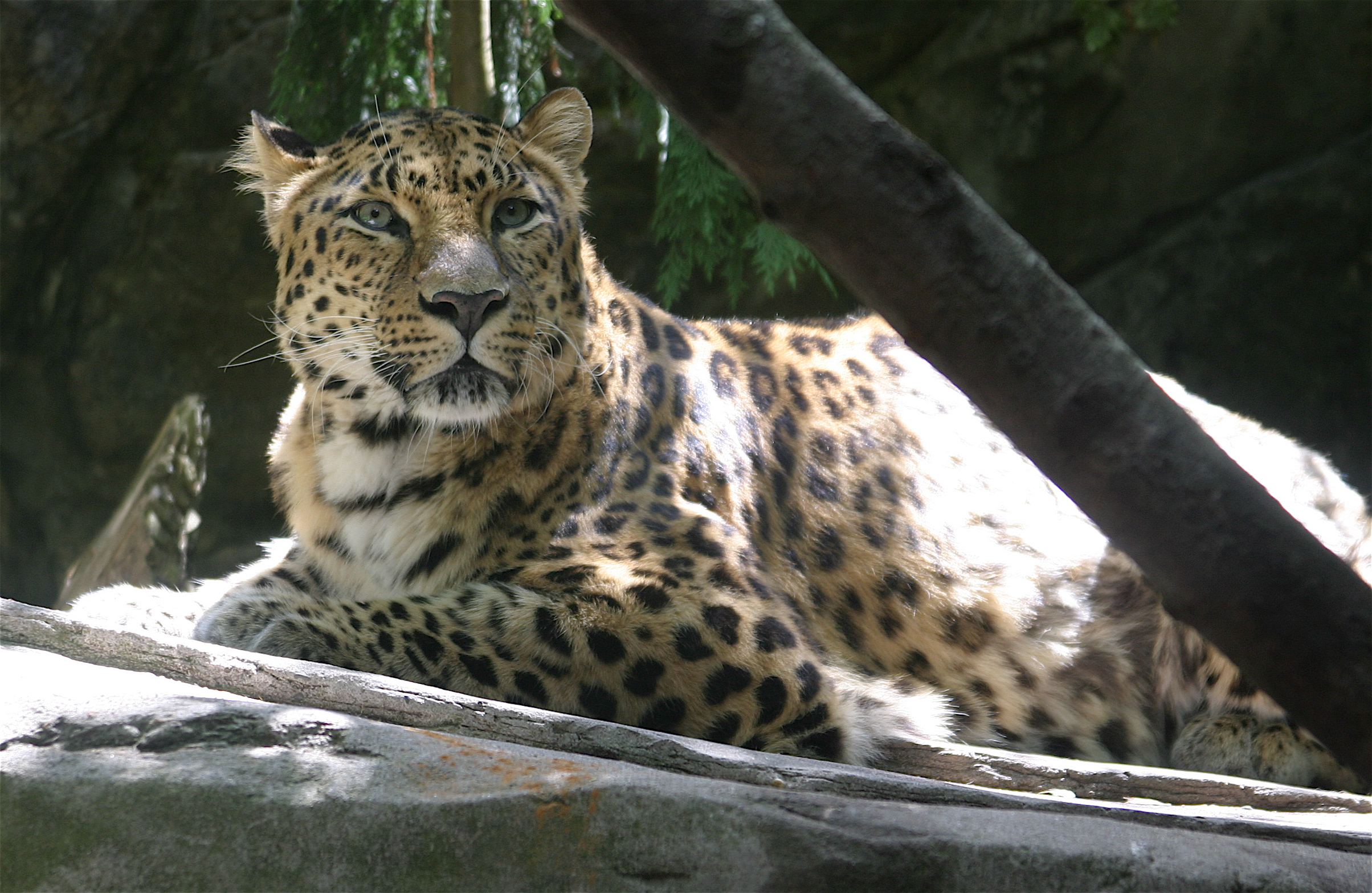
Rarissimo da vedere e ancora di più da filmare, sono disponibili meno di una decina di filmati che ritraggono il leopardo dell'Amur allo stato brado. Foto scattata allo zoo dell'Oregon

### Nella cultura
Il leopardo dell'Amur è raffigurato in molti dipinti popolari coreani risalenti alla dinastia Joseon.

### Nei media
Il documentario di Animal Planet The Last Leopard (2008) parla della difficile situazione dei leopardi dell'Amur in Russia. La serie televisiva "Wild Russia" presenta un segmento sulla vita dei leopardi della Russia. Una femmina di leopardo dell'Amur ed il suo piccolo sono stati mostrati negli episodi "Da Polo a Polo" e "Foreste Temperate" del documentario della BBC Planet Earth. Il nome della femmina filmata è "Skrytnaya", che significa "la riservata". Purtroppo, il piccolo ripreso insieme a lei è morto ad un anno e mezzo di età. Il giovane maschio era il frutto di un inincrocio, difatti suo padre era anche il padre di "Skrytnaya".